# شيموس روبنسون
شيموس روبنسون (بالإنجليزية: Seamus Robinson)‏ هو مبارز بالسيف أسترالي، ولد في 1 أبريل 1975 في ملبورن في أستراليا.

## وصلات خارجية
- شيموس روبنسون على موقع أوليمبيديا (الإنجليزية)
- شيموس روبنسون على موقع اللجنة الأولمبية الأسترالية (الإنجليزية)